# Odem
Odem (hebrejsky אודם nebo אֹדֶם, doslova „Rubín“, v oficiálním přepisu do angličtiny Odem) je izraelská osada a vesnice typu mošav na Golanských výšinách v Oblastní radě Golan.

## Geografie
Nachází se v nadmořské výšce 1050 metrů. Leží cca 50 kilometrů severovýchodně od města Tiberias, cca 82 kilometrů severovýchodně od Haify a cca 155 kilometrů severovýchodně od centra Tel Avivu.
Leží na náhorní plošině v severní části Golanských výšin, jižně od masivu Hermon. Na východním okraji obce se zvedá hora Har Odem s přírodní rezervací. Okolní část Golan má výrazný podíl arabského respektive drúzského obyvatelstva. 2 kilometry severovýchodně od Odem leží drúzské město Buk'ata. Vesnice je na dopravní síť Golanských výšin napojena pomocí lokální silnice číslo 978.

## Dějiny
Odem leží na Golanských výšinách, které byly dobyty izraelskou armádou v roce 1967 a jsou od té doby cíleně osidlovány Izraelci. Tato vesnice byla založena (spolu s několika dalšími) roku 1975 v reakci na hlasování Organizace spojených národů o tom, že sionismus je roven rasismu. V prosinci 1975 se skupina aktivistů usadila v opuštěné základně syrské armády na východním svahu hory Odem, na okraji druzského města Buk'ata. Zpočátku šlo o provizorní polovojenskou osadu typu Nachal. Počet osadníků kolísal kvůli extrémním klimatickým podmínkám. V květnu 1981 se osada přestěhovala do nynější lokality, západně od hory Odem. V oficiálních statistických výkazech se jako rok vzniku osady uvádí 1976.
Podle zprávy vypracované roku 1977 pro Senát Spojených států amerických byl počet obyvatel osady nazývané v ní Har Odem (toto jméno používají i místní usedlíci) odhadován na 100. Obyvatelé byli stoupenci Izraelské liberální strany.
V 90. letech 20. století prošel stávající, kolektivně hospodařící mošav šitufi privatizací, po které místní obyvatelé začali pobírat platy podle odvedené práce. Obyvatelstvo se zabývá zemědělstvím a turistickými službami. V obci funguje jelení obora. V okolí se rozkládají lesy.

## Demografie
Odem je osadou se sekulárním obyvatelstvem. Jde o menší sídlo vesnického typu s dlouhodobě stagnující populací. K 31. prosinci 2014 zde žilo 109 lidí. Během roku 2014 populace stoupla o 4,8 %.
| Rok            | 1983 | 1995 | 2000 | 2001 | 2003 | 2004 | 2005 | 2006 | 2007 | 2008 | 2009 | 2010 | 2011 | 2012 | 2013 | 2014 |
| -------------- | ---- | ---- | ---- | ---- | ---- | ---- | ---- | ---- | ---- | ---- | ---- | ---- | ---- | ---- | ---- | ---- |
| Počet obyvatel | 52   | 99   | 93   | 93   | 96   | 93   | 95   | 103  | 103  | 103  | 85   | 84   | 92   | 93   | 104  | 109  |